# Sindacalismo di lotta
Il sindacalismo di lotta (o sindacalismo conflittuale) è una dottrina, concernente i mezzi dell'azione sindacale, che mira a mettere l'azione in tutte le sue forme (scioperi, manifestazioni, boicottaggio) al centro della pratica del sindacato e che afferma il primato della mobilitazione sulle pratiche di negoziazione per raggiungere il progresso sociale o l'abbandono di progetti di regressione sociale.
Senza escludere il negoziato, questo tipo di organizzazione sindacale ritene che deve essere prima costruito un rapporto di forza favorevole ai lavoratori. Si contrappone al sindacalismo istituzionale, definito, dai suoi avversari, anche sindacalismo di accompagnamento.
Questo tipo di sindacato è a favore dello sciopero generale.